# عبد الله الأول (سلطان المالديف)
السلطان عبد الله الأول ((بالديفهي: އައްސުލްޠާން ޢަބްދުالله އެއްވަނަ ސިރީ ދަންމަރު އާދީއްތަ މަހާރަދުން)‏) كان سلطان من جزر المالديف من 1374 إلى 1376.
كان وزيرًا، ثم قام بإجبار زوجته الملكة خديجة على التنازل عن العرش، وفي السنة الثالثة من عهده قامت زوجته بقتله أثناء نومه، واستعادت العرش مرة أخرى.
| سبقه خديجة | سلاطين المالديف 1798–1835 | تبعه خديجة |